# Гра, Лоран
Лора́н Гра (фр. Laurent Gras, род. 15 марта 1976, Шамони, Франция) — французский хоккеист, центральный нападающий.

## Достижения
- Чемпион Франции: 2004
- Член символической сборной Лиги Магнуса: 2005, 2006, 2007, 2008, 2009, 2010
- Лучший молодой игрок Лиги Магнуса: 1997
- Лучший игрок Лиги Магнуса: 2003
- Победитель первого дивизиона чемпионата мира: 2003, 2007